# Stelgidopteryx
Genre
Le genre Stelgidopteryx comprend deux espèces d'hirondelles, vivant en Amérique du Nord et du Sud.

## Liste des espèces
D'après la classification de référence du Congrès ornithologique international (ordre phylogénique) :
- Stelgidopteryx ruficollis (Vieillot, 1817) – Hirondelle à gorge rousse
- Stelgidopteryx serripennis (Audubon, 1838) – Hirondelle à ailes hérissées

Stelgidopteryx serripennis ridgwayi (Nelson 1901), l'Hirondelle de Ridgway, est parfois considérée (notamment par Alan P. Peterson), comme l'espèce Stelgidopteryx ridgwayi.
S. fucata, l'Hirondelle fardée est maintenant Alopochelidon fucata. 